# Diyale
Diyale (en népalais : दियाले) est un comité de développement villageois du Népal situé dans le district d'Okhaldhunga. Au recensement de 2011, il comptait 2 236 habitants.